# Charles William Field

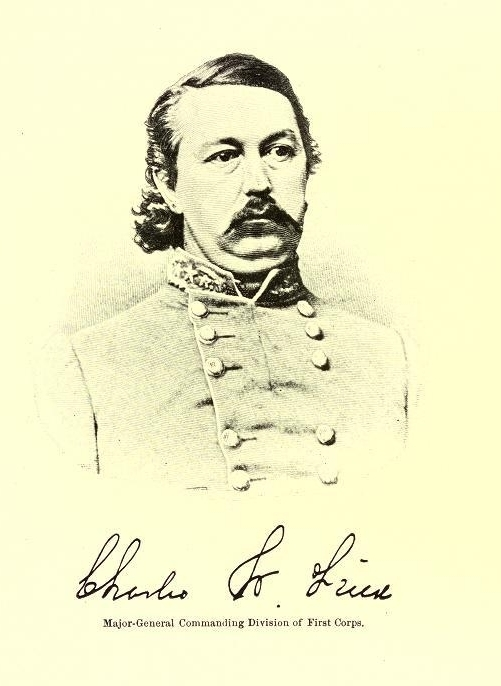
Charles William Field

Charles William Field (* 6. April 1828 im Woodford County, Kentucky; † 9. April 1892 in Washington, D.C.) war ein Offizier des US-Heeres und Generalmajor der Konföderierten Staaten von Amerika im Sezessionskrieg.

## Leben bis zum Bürgerkrieg
Field verbrachte seine Kindheit auf der elterlichen Plantage Airy Mount im Woodford County in Kentucky. Sein Vater war ein persönlicher Freund von Henry Clay, einem Mitglied des US-Repräsentantenhauses und des US-Senats sowie Außenminister. Durch dessen Beziehungen und der Fürsprache von Präsident Andrew Jackson wurde Field an der  Militärakademie in West Point, New York angenommen, die er 1849 als 27. seines Jahrgangs erfolgreich abschloss. Anschließend diente er als Leutnant bei den Dragonern und versah seinen Dienst in Texas, New Mexico und den Great Plains. 1855 wurde er zum Oberleutnant befördert und zum neu aufgestellten 2. US-Kavallerie-Regiment versetzt, dessen Kommandeur Oberst Albert Sidney Johnston war. Hier lernte Field u. a. auch Robert Edward Lee und andere spätere Generale der Konföderierten kennen. 1856 ging er als Ausbilder für Kavallerie-Taktik zurück nach West Point und wurde im Januar 1861 zum Hauptmann befördert.

## Zeit des Bürgerkriegs
Nach Ausbruch des Sezessionskrieges quittierte Field am 30. Mai 1861 seinen Dienst, verließ West Point und ging nach Richmond, Virginia, wo er seine Dienste dem konföderierten Heer anbot. Sein erster Auftrag war die Bildung einer Schule für die Kavallerie in Ashland, Virginia. Im Juli 1861 wurde er zum Major im 6. Virginia Kavallerie-Regiment befördert, dessen Kommandeur er im November des gleichen Jahres wurde. Im März 1862 wurde Field zum Brigadegeneral befördert und wurde Brigadekommandeur einer Brigade der virginischen Infanterie. Anschließend wurde er General Ambrose Powell Hills Light Division unterstellt, als Teil der Nord-Virginia-Armee, auch während Thomas Jonathan „Stonewall“ Jacksons Shenandoah-Feldzugs im Frühjahr 1862.
Beim Halbinsel-Feldzug von März bis Juli 1862 stellte Field sein militärisch-taktisches Können erneut unter Beweis, ebenso bei der zweiten Schlacht am Bull Run am 28. und 30. August des gleichen Jahres, bei der er allerdings mehrfach am Bein verwundet wurde und nur knapp einer Amputation entging. Die volle Funktion des Beines konnte jedoch nicht wiederhergestellt werden. Im Mai 1863 nahm Field seinen Dienst, noch Gehhilfen benutzend, wieder auf und arbeitete zunächst als Leiter des Amtes für Wehrpflicht im Kriegsministerium. Im Februar 1864 wurde er zum Generalmajor befördert und nahm seinen aktiven Dienst als Kommandeur einer kampferprobten Division wieder auf, die ehemals von Generalleutnant John Bell Hood geführt wurde. Mit ihr nahm er am 5. und 6. Mai 1864 an der Schlacht in der Wilderness und der Schlacht bei Spotsylvania Court House vom 8. bis 21. Mai 1864 teil. Nach der Verwundung von Generalleutnant James Longstreet und dessen vorübergehenden Ausfall, übernahm Field auch das Kommando über das I. Korps, wurde jedoch später von Generalleutnant Richard Heron Anderson abgelöst, der der Dienstältere war.
In der Folgezeit führte Field seine Division in der Schlacht von Cold Harbor vom 31. Mai bis 12. Juni 1864, der Belagerung von Petersburg, Virginia und bei der Schlacht von Deep Bottom vom 14. bis 20. August 1864. Im April 1865 kapitulierte er mit seiner Division bei Appomattox Court House, Virginia.

## Die Zeit nach dem Krieg
Nach dem Krieg versuchte sich Field als Geschäftsmann in Maryland und Georgia. Er reiste 1875 nach Ägypten und diente unter Ismail Pascha, dem osmanischen Vizekönig von Ägypten, und half mit beim Aufbau eines modernen ägyptischen Heeres. Im Rang eines Obersts schulte er zunächst die ägyptischen Offiziere und beaufsichtigte mehrere Projekte. Später übernahm er die Aufgaben eines Generalinspekteurs. 1877 kehrte Field in die USA zurück; im März 1879 übernahm er den Posten des Doorkeeper in der Verwaltung des US-Repräsentantenhauses. Da er für ein ausländisches Staatsoberhaupt gearbeitet hatte, verlor er de facto die amerikanische Staatsbürgerschaft und wurde dieses Postens zunächst enthoben. Erst durch die Intervention seines alten Freundes und konföderierten Generals Eppa Hunton durfte er weiterarbeiten. Von 1881 bis 1888 war Field als Ingenieur und danach als Superintendent eines Indianerreservats in der Nähe von Hot Springs, Arkansas tätig.
Im 20. Jahrhundert wurde von der Regierung von Kentucky an der Route 62 in der Nähe von Versailles ein Hinweis auf den aus dem Woodford County stammenden General Field und andere Generale des Bürgerkriegs angebracht.